# Hieronymus Gripenstedt
Hieronymus Gripenstedt, hette före adlandet Berger, född 23 december 1649 i Norrköping, död 11 oktober 1713 i Göteborg, var en svensk överinspektor.

## Biografi
Hieronymus Gripenstedt föddes 1649 i Norrköping. Han var son till guldsmeden Göran Bernegau och Ingegärd. Gripenstedt var kassör och byggningsskrivare vid kungliga slottet och nya stallbyggnaden i Stockholm. Han blev bokhållare vid Stora sjötullen och inspektor vid Skeppsbron i Stockholm. Gripenstedt blev 14 april 1681 inspektor över Stora sjötullen i Göteborg och sedermera även över de övriga sjötullarna i Bohuslän. Han adlades 2 april 1691 till Gripenstedt och introducerades 1693 i Sveriges Riddarhus som nummer 1226. Gripenstedt blev senare överinspektor. Han avled 1713 i Göteborg och begravdes i Christinæ kyrka.

### Familj
Gripenstedt gifte sig första gången 1692 med Anna Wernle (1653–1708), dotter till inspektorn Mikael Wernle. Anna Wernle var änka efter handelsmannen Jakob von Ackern i Göteborg.
Gripenstedt gifte sig andra gången 20 september 1710 med Catharina Tham (1675–1746), dotter av rådmannen Volrath Tham och Gertrud Helgers i Göteborg. Catharina Tham var änka efter handlanden Jakob Radhe. Efter Gripenstedt död gifte Catharina Tham om sig med justitiekanslern Thomas Fehman.